# Клептоманка
«Клептоманка» (англ. The Kleptomaniac, 1905) — американский немой короткометражный художественный фильм Эдвина Портера.

## Сюжет
В большом магазине богатая дама крадет безделушку. В ларьке бедная женщина крадет хлеб. Богатую, уличенную в краже кружев из магазина, судья оправдывает под тем предлогом, что она больна клептоманией. Бедная женщина, доведенная до отчаяния нищетой,
чтобы спасти детей от голода, совершает мелкую кражу и приговаривается тем же судьей к суровому наказанию. В последней сцене показана символическая фигура Правосудия с весами в руках. На одной чаше весов — мешок с золотом. Эта чаша перетягивает.

## Характерные особенности
Терри Ремси и вслед за ним Льюис Джекобс видели в «Клептоманке» первый пример параллельного монтажа.

## Интересные факты
- Фильм был снят на волне успеха фильма «Большое ограбление поезда».